# Jimmy Sham
Jimmy Sham Tsz-kit (in cinese 岑子杰S, Cen ZijieP; Hong Kong, 29 giugno 1987) è un politico e attivista hongkonghese attivo per i diritti LGBT.
È segretario dell'organizzazione Rainbow di Hong Kong

## Biografia
Sham è nato e cresciuto in una famiglia monoparentale e ha completato il liceo nel 2006. Dopo la laurea, ha lavorato come assistente legislativo e in seguito si è unito a Rainbow Action, un'ala del Fronte dei diritti civili che promuove i diritti LGBT. Ha partecipato alle proteste di Hong Kong del 2014 ed è diventato un coordinatore del Fronte nel 2015 per un periodo di un anno.
Nel 2018, si è laureato presso l'Hong Kong Community College con una laurea in lavoro sociale e ha ripreso le sue attività di coordinatore.

### Proteste del 2019
Sham partecipa attivamente alle marce antigovernative nel contesto delle proteste di Hong Kong nel 2019. Ha superato le sue aspettative quando si è aspettato una marcia di 300.000 persone, la marcia si è conclusa con una folla che ha superato il milione di persone. Alla marcia del 16 giugno furono chiamati circa due milioni di persone. In un'intervista radiofonica, sulle sue proteste, ha chiesto le dimissioni del capo dell'esecutivo di Hong Kong Carrie Lam.

## Molestie e aggressioni fisiche
Nel 2019, è stato caricato un video su Facebook, dove veniva criticato il suo orientamento sessuale e dove veniva affermato che avrebbe usato questo per guadagnare terreno in città.
Nell'agosto 2019, è stato attaccato al quartier generale del Fronte da un gruppo di 30 persone. Fu insultato con un linguaggio volgare e omofobo. Lo stesso giorno, lui e il suo amico furono attaccati con una mazza da softball e una pipa di metallo. È stato in seguito portato in ospedale. Sham non ha subito lesioni.
Il 16 ottobre 2019 ha subito il suo peggior attacco. Mentre camminava verso una riunione del Fronte, fu attaccato con martelli per strada da quattro o cinque uomini nel distretto di Kowloon. Fu trasferito, gravemente sanguinante all'ospedale di Kwong Wah.